# День изобретателя и рационализатора (Украина)
«День изобретателя и рационализатора» (укр. День винахідника і раціоналізатора) — профессиональный праздник изобретателей и рационализаторов, который отмечается на Украине ежегодно, в третью субботу сентября.
История этого праздника начинается в 1957 году в Советским Союзе, когда Украина называлась Украинской Советской Социалистической Республикой и входила в его состав. Тогда, по предложению Академии наук, в СССР был введён праздник «День изобретателя и рационализатора», который отмечался ежегодно, в последнюю суббота июня.
В то время все Советские Социалистические Республики отмечали «День изобретателя и рационализатора» вместе, но после распада Советского Союза ситуация изменилась. Обретя независимость, некоторые постсоветские республики перенесли этот праздник на другой день, некоторые изменили его название, а некоторые и вовсе его упразднили. 16 августа 1994 года второй президент Украины Л. Д. Кучма подписал Указ № 443/94 «Про День изобретателя и рационализатора» который предписывал отмечать его в Республике Украина каждый год в 3-ю субботу сентября. В президентском указе Леонида Кучмы, в частности, говорилось, что этот праздник вводится «в поддержку инициативы изобретателей и рационализаторов Украины».